# Mathematical Proceedings of the Cambridge Philosophical Society
Mathematical Proceedings of the Cambridge Philosophical Society is een internationaal, aan collegiale toetsing onderworpen wetenschappelijk tijdschrift op het gebied van de wiskunde.
De naam wordt in literatuurverwijzingen meestal afgekort tot Math. Proc. Camb. Phil. Soc.
Het wordt uitgegeven door Cambridge University Press namens de Cambridge Philosophical Society en verschijnt tweemaandelijks.
Het eerste nummer verscheen in 1843.
Tot 1975 verscheen het onder de naam Proceedings of the Cambridge Philosophical Society (ISSN 0068-6735).